# Терсаккан
Терсаккан (каз. Терісаққан) — село в Улытауском районе Карагандинской области Казахстана. Административный центр Терсакканского сельского округа. Код КАТО — 356079100.

## Население
В 1999 году население села составляло 635 человек (315 мужчин и 320 женщин). По данным переписи 2009 года, в селе проживало 300 человек (157 мужчин и 143 женщины).